# Les Cascades de Kaaterskill
Les Cascades de Kaaterskill, el títol original del qual en anglès és Kaaterskill Falls, són dues obres de Thomas Cole, realitzades l'any 1826 en oli sobre llenç.

## Introducció
A la década del 1820, Thomas Cole va començar a sortir a indrets propers a Nova York que, tot i que alguns d'ells ja disposaven de petites instal·lacions turístiques, encara estaven en un magnífic estat de conservació natural. Tomas Cole va comentar: "Encara som al Jardí de l'Edèn", "La Natura ha desplegat davant nostre un banquet abundat i generós. Li donarem l'esquena?" Amb aquest ànim, l'any 1826 va visitar les Cascades de Kaaterskill, per tal de prendre'n notes i fer-ne posteriorment representacions artístiques al seu estudi.

## Anàlisi de les obres

### Versió del Wadsworth Atheneum
Pintura a l'oli sobre llenç; 64,1 x 92,2 cm.; 1826; conservat al Wadsworth Atheneum, Hartford (Connecticut)
Hi ha una llegenda (signatura?) a la part inferior central.
Aquest llenç va ser encarregat a Thomas Cole per Daniel Wadsworth (1771–1848), arquitecte i mecenes de Hartford. Cole va representar la cascada sense els afegits que ja a la seva època hi havia: baranes, esglaons, torre de guaita. Cole encara no havia iniciat la seva etapa de pintura al·legòrica, però a aquest llenç hi ha quelcom que ho anticipa: el dramàtic contrast entre la part superior, el raig d'aigua amb l'escuma formada, i l'espai interior, on només el vermell de les plantes, el daurat de les pedres i algunes branques animen la foscor.
Thomas Cole va prendre notes escrites sobre la impressió produïda per aquest indret i aquest moment:
"On a windy day, the clouds flying rapidly, a good deal of water looking from underneath the arch the water has in falling a pearly (frosty?) appearance. Sometimes spreading broad, sometimes blown aside in a very grand manner thrown some time from one side of the cavern to the other…the velocity of the water falling causes a strong wind which makes a singular effect in the pool into which the water rushes. Streams of spray diverge from the where (sic) the water strike the rock and shoot the pool."
En un dia ventós, quan els núvols passen ràpidament, hom veu una bona quantitat d'aigua des de sota l'arc de l'aigua, amb una aparença nacrada (gelada?). De vegades, les aigües s'estenen amb amplitud, de vegades són llançades amb força des d'un a l'altre costat de la caverna... la velocitat de l'aigua que cau provoca un fort corrent d'aire, que fa un singular efecte al gorg on es precipita l'aigua. Els corrents de la boirina divergeixen, segons on l'aigua colpeja la roca, o (segons on) xoca amb el gorg. (traducció pròpia)

#### Procedència
Daniel Wadsword va llegar aquesta obra al Wadsworth Atheneum de Hartford.

### Versió d'una col·lecció privada
A aquest altre llenç, Thomas Cole també elimina els esglaons i baranes que la incipient indústria turística havia afegit a l'indret. Però es deixa tanmateix endur per la imaginació, i representa en primer pla la petita però significativa figura d'un indígena nord-americà, que per aquelles dates havien ja quedat desplaçats a l'Oest dels Estats Units.

## Altres versions
Existeix una litografia del mateix Thomas Cole, al Smithsonian American Art Museum sobre aquesta temática.